# Домбрувка-Велика (Лодзинське воєводство)
Домбрувка-Велика (пол. Dąbrówka Wielka) — село в Польщі, у гміні Зґеж Зґерського повіту Лодзинського воєводства.
Населення — 618 осіб (2011).

## Демографія
Демографічна структура станом на 31 березня 2011 року:
|          | Загалом | Допрацездатний вік | Працездатний вік | Постпрацездатний вік |
| -------- | ------- | ------------------ | ---------------- | -------------------- |
| Чоловіки | 292     | 53                 | 212              | 27                   |
| Жінки    | 326     | 60                 | 186              | 80                   |
| Разом    | 618     | 113                | 398              | 107                  |